# Christoph Fuchs von Fuchsberg
Christoph Fuchs von Fuchsberg (* 1482 in Eppan; † 9. Dezember 1542 in Brixen) war ein österreichischer Militär, kaiserlicher Rat und späterer Bischof von Brixen.

## Leben

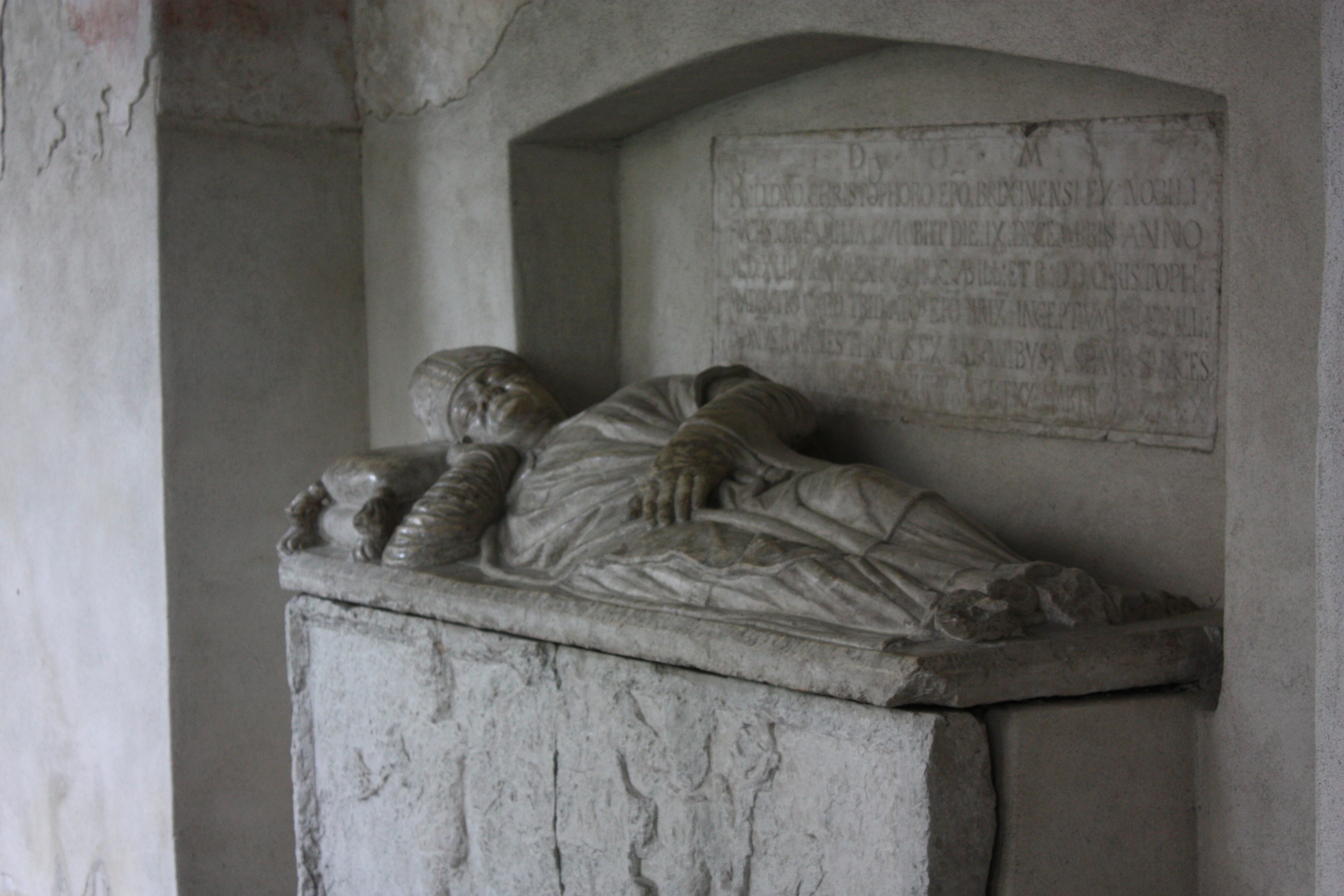
Grab des Bischofs Christoph Fuchs von Fuchsberg im Domkreuzgang Brixen

Christoph Fuchs von Fuchsberg zu Jaufenburg stammte aus Eppan. Er erhielt eine höfische Erziehung in Heidelberg und Stuttgart und sympathisierte zunächst mit der Reformation. Von seinem Vater auf das katholische Bekenntnis eingeschworen erhielt er zunächst die Stelle eines Hauptmannes und Rates bei der vorderösterreichischen Regierung in Ensisheim. Christoph Fuchs koordinierte 1526 die Bestrafung der des Hochverrates schuldig gewordenen Stadt Waldshut. Der von ihm als Kriegskommissar verfasste Strafenkatalog, der "Fuchsische Vertrag" beschnitt bis zum Ende des 18. Jahrhunderts empfindlich die städtische Autonomie und das Kirchenwesen. Im Kampf gegen die aufständischen Bauern am 4. November 1525 wurden unter seiner Führung mit 500 Rittern und 1000 Fußknechten auf dem Rafzerfeld 200 Klettgauer Bauern getötet und am gleichen Tag abends die restlichen 300 Flüchtenden in Grießen erschlagen. Am 13. Dezember 1525 ließ er den Führer des Hauensteiner Haufens, Kunz Jehle hängen.
Es folgte die Position eines kaiserlichen Statthalters in Innsbruck. Schwerpunkte seiner Tätigkeit waren wiederum die Verfolgung der Täufer und die Organisation von Militärtransporten. Aus der in Innsbruck geschlossenen Ehe mit Magarethe von Maxlrain entsprangen ein Sohn und drei Töchter. 1530 übernahm Christoph Fuchs die Ämter seines Vaters und wurde kaiserlicher Rat und Hauptmann von Kufstein. 1535 verstarb die Ehefrau Margarethe.
Nach ihrem Tod strebte Christoph Fuchs eine Rangerhöhung durch den Erwerb eines Bistums an. Mehrere Angehörige der drei Linien des Adelsgeschlechtes der Fuchs von Fuchsberg waren zu geistlichen Würdenträgern aufgestiegen. 1536 wurde Christoph Fuchs zum Domherrn von Brixen und Propst von Innichen ernannt. 1539 folgten die Ernennung zum Domdekan und am 1. September 1539 die Wahl zum Bischof von Brixen. Auch als Bischof hatte Christopher II. wichtige weltliche Ämter inne. Ab 1540 war er Regierungspräsident der oberösterreichischen Länder. Aufgrund eines Hanges zum Nepotismus wurde ihm 1542 durch den Nuntius eine pastorale Visitation angedroht, die allerdings abgebogen werden konnte. Christoph Fuchs gelang es seinen Neffen Cristoforo Madruzzo zunächst als Bischof von Trient und kurz darauf als eigenen Nachfolger zu installieren. Die Ämter des kaiserlichen Rates und Hauptmann von Kufstein gingen dagegen auf seinen Sohn über. Christoph Fuchs von Fuchsberg verstarb am 9. Dezember 1542 in Brixen und wurde im Brixner Dom beigesetzt. Das von Madruzzo in Auftrag gegebene Grabmal wurde erst 1580 von dessen Neffen Johann Thomas von Spaur fertiggestellt und im Domkreuzgang aufgestellt.

## Familie
Christoph Fuchs von Fuchsberg zu Jaufenburg war der Sohn des kaiserlichen Rates und Hauptmanns von Kufstein Degen Fuchs von Fuchsberg und der Eva von Frundsberg, einer Schwester des Feldhauptmanns Georg von Frundsberg. In seiner Eigenschaft als Hauptmann von Kufstein erließ der Vater im Auftrag des Kaisers Maximilian I. 1506 den „Fuchsbrief“, der das Landes- und Steuerrecht der Stiftspropstei Berchtesgaden schriftlich festlegte. Die Berchtesgadener Bauernschaft hatte wegen zu hoher Steuern Beschwerde gegen den Propst Balthasar Hirschauer geführt. Der „Fuchsbrief“ hatte für das Land Berchtesgaden den Charakter eines ersten rechtsverbindlichen, schriftlich fixierten Vertrags zwischen Herrschaft und „Landschaft“.